# Manuela Frutos Gama
Manuela Frutos Gama , née le 18 mai 1956 à Valverde de Mérida, est une femme politique espagnole.
Membre du Parti socialiste ouvrier espagnol, elle est maire de  Valverde de Mérida  de 1979 à 1999, députée de l'Assemblée d'Estrémadure de 1991 à 1995 et de 1999 à 2011 et siège au Parlement européen de 1994 à 1999.